# 플라스마파
플라스마 물리학에서 플라스마파(Plasmas wave)는 주기적으로 반복되는 방식으로 전파되어 상호작용하는 입자 및 장의 집합이다. 플라스마는 전기 전도성이 있는 유체이다. 가장 간단한 플라스마는 전자와 단일한 양이온으로 구성되지만, 음이온을 포함한 여러 이온이나 중성 입자도 들어갈 수 있다. 전기 전도성 때문에 플라스마는 전기장과 자기장에 반응한다. 이러한 입자와 장의 복합체는 다양한 파동 현상을 보인다.
플라스마의 전자기장은 정적/평형 부분과 진동/섭동 부분의 두 부분으로 구성된다고 가정한다. 플라스마파는 진동하는 자기장의 유무에 따라 전자기파 또는 정전기파로 분류할 수 있다. 패러데이 전자기 유도 법칙을 평면파에 적용하면 {\displaystyle \mathbf {k} \times {\tilde {\mathbf {E} }}=\omega {\tilde {\mathbf {B} }}}를 얻게 되는데, 이는 정전기파가 순수 종파여야 함을 의미한다. 이와 대조적으로 전자기파는 횡파 성분을 가져야 하지만 종파 성분도 같이 가질 수 있다.
파동은 진동하는 입자의 종류에 따라서도 분류할 수 있다. 대부분의 관심 대상인 플라스마에서 전자 온도는 이온 온도와 비슷하거나 더 높다. 전자가 훨씬 작은 질량이라는 점이 위의 점과 합쳐져 전자는 이온보다 훨씬 빠르게 움직인다. 전자 모드는 전자의 질량에 의존하지만 이온은 무한히 무거워 정지해 있다고 가정할 수 있다. 이온 모드는 이온 질량에 의존하지만 전자는 질량이 없고 볼츠만 관계에 따라 즉시 재분배된다고 가정한다. 하이브리드 진동과 같은 경우에만 모드가 전자와 이온 질량 모두에 의존하지만 이런 경우는 드물다.
다양한 모드는 비자화된 플라스마에서 전파되는지 또는 정지 자기장과 평행, 수직 또는 경사지게 전파되는지에 따라 분류할 수도 있다. 마지막으로, 수직 전자기 전자파의 경우, 섭동된 전기장은 정지 자기장과 평행하거나 수직일 수 있다.
| 전자기적 특성 | 진동하는 입자 종류 | 조건 | 분산 관계 | 이름                             |
| ------------- | ------------------ | --- | --- | -------------------------------- |
| 정전기적      | 전자               | {\displaystyle \mathbf {B} _{0}=0} 또는 {\displaystyle \mathbf {k} \parallel \mathbf {B} _{0}}                 | {\displaystyle \omega ^{2}=\omega _{p}^{2}+3k^{2}v_{\text{th}}^{2}}                                                                                            | 플라스마 진동 (또는 랭뮤어 파동) |
| 정전기적      | 전자               | {\displaystyle \mathbf {k} \perp \mathbf {B} _{0}}                                                             | {\displaystyle \omega ^{2}=\omega _{p}^{2}+\omega _{c}^{2}=\omega _{h}^{2}}                                                                                    | 상부 혼성 진동                   |
| 정전기적      | 이온               | {\displaystyle \mathbf {B} _{0}=0} 또는 {\displaystyle \mathbf {k} \parallel \mathbf {B} _{0}}                 | {\displaystyle \omega ^{2}=k^{2}v_{s}^{2}=k^{2}{\frac {\gamma _{e}k_{\text{B}}T_{e}+\gamma _{i}k_{\text{B}}T_{i}}{M}}}                                         | 이온 음향파                      |
| 정전기적      | 이온               | {\displaystyle \mathbf {k} \perp \mathbf {B} _{0}} (거의)                                                      | {\displaystyle \omega ^{2}=\Omega _{c}^{2}+k^{2}v_{s}^{2}} | 정전기적 이온 사이클로트론 파동  |
| 정전기적      | 이온               | {\displaystyle \mathbf {k} \perp \mathbf {B} _{0}} (정확히)                                                    | {\displaystyle \omega ^{2}={\left[{\left(\Omega _{c}\omega _{c}\right)}^{-1}+\omega _{i}^{-2}\right]}^{-1}}                                                    | 하부 혼성 진동                   |
| 전자기적      | 전자               | {\displaystyle \mathbf {B} _{0}=0}                                                                             | {\displaystyle \omega ^{2}=\omega _{p}^{2}+k^{2}c^{2}} | 빛 파동                          |
| 전자기적      | 전자               | {\displaystyle \mathbf {k} \perp \mathbf {B} _{0}}, {\displaystyle \mathbf {E} _{1}\parallel \mathbf {B} _{0}} | {\displaystyle {\frac {c^{2}k^{2}}{\omega ^{2}}}=1-{\frac {\omega _{p}^{2}}{\omega ^{2}}}}                                                                     | O 파동                           |
| 전자기적      | 전자               | {\displaystyle \mathbf {k} \perp \mathbf {B} _{0}}, {\displaystyle \mathbf {E} _{1}\perp \mathbf {B} _{0}}     | {\displaystyle {\frac {c^{2}k^{2}}{\omega ^{2}}}=1-{\frac {\omega _{p}^{2}}{\omega ^{2}}}\,{\frac {\omega ^{2}-\omega _{p}^{2}}{\omega ^{2}-\omega _{h}^{2}}}} | X 파동                           |
| 전자기적      | 전자               | {\displaystyle \mathbf {k} \parallel \mathbf {B} _{0}} (우회전)                                                | {\displaystyle {\frac {c^{2}k^{2}}{\omega ^{2}}}=1-{\frac {\omega _{p}^{2}/\omega ^{2}}{1-(\omega _{c}/\omega )}}}                                             | R 파동 (휘슬러 모드)             |
| 전자기적      | 전자               | {\displaystyle \mathbf {k} \parallel \mathbf {B} _{0}} (좌회전)                                                | {\displaystyle {\frac {c^{2}k^{2}}{\omega ^{2}}}=1-{\frac {\omega _{p}^{2}/\omega ^{2}}{1+(\omega _{c}/\omega )}}}                                             | L 파동                           |
| 전자기적      | 이온               | {\displaystyle \mathbf {B} _{0}=0}                                                                             | | 없음                             |
| 전자기적      | 이온               | {\displaystyle \mathbf {k} \parallel \mathbf {B} _{0}}                                                         | {\displaystyle \omega ^{2}=k^{2}v_{A}^{2}} | 알펜파                           |
| 전자기적      | 이온               | {\displaystyle \mathbf {k} \perp \mathbf {B} _{0}}                                                             | {\displaystyle {\frac {\omega ^{2}}{k^{2}}}=c^{2}\,{\frac {v_{s}^{2}+v_{A}^{2}}{c^{2}+v_{A}^{2}}}}                                                             | 자기 음향파                      |

- {\displaystyle \omega } - 파동 진동수,
- {\displaystyle k} - 파수,
- {\displaystyle c} - 빛의 속력,
- {\displaystyle \omega _{p}} - 플라스마 진동수,
- {\displaystyle \omega _{i}} - 이온 플라스마 진동수,
- {\displaystyle \omega _{c}} - 전자 자이로 진동수,
- {\displaystyle \Omega _{c}} - 이온 자이로 진동수,
- {\displaystyle \omega _{h}} - 상부 혼성 진동수,
- {\displaystyle v_{s}} - 플라스마 "음속",
- {\displaystyle v_{A}} - 플라스마 알펜 속도

(아래 첨자 0은 전기장 또는 자기장의 정적 부분을 나타내고, 아래 첨자 1은 진동 부분을 나타낸다.)

## 같이 보기
- 자기 유체 역학 파동
- 애플턴-하트리 방정식
- 플라스몬
- 표면 플라스몬 공명
- 전자 후류
- 파동 문서 색인
- 파동 (주노) (목성 궤도선 탑재 우주선 계기)
- 플라스마파 하위 체계 (보이저 탐사선 계기)

## 참고 문헌
- Swanson, D.G. Plasma Waves (2003). 2nd edition.
- Stix, Thomas Howard. Waves in Plasmas (1992).
- Chen, Francis F. Introduction to Plasma Physics and Controlled Fusion, 2nd edition (1984).